# Liste von Brotsorten
Dieser Artikel enthält eine Übersicht über gängige Brotsorten.

## Einteilung der Brotsorten

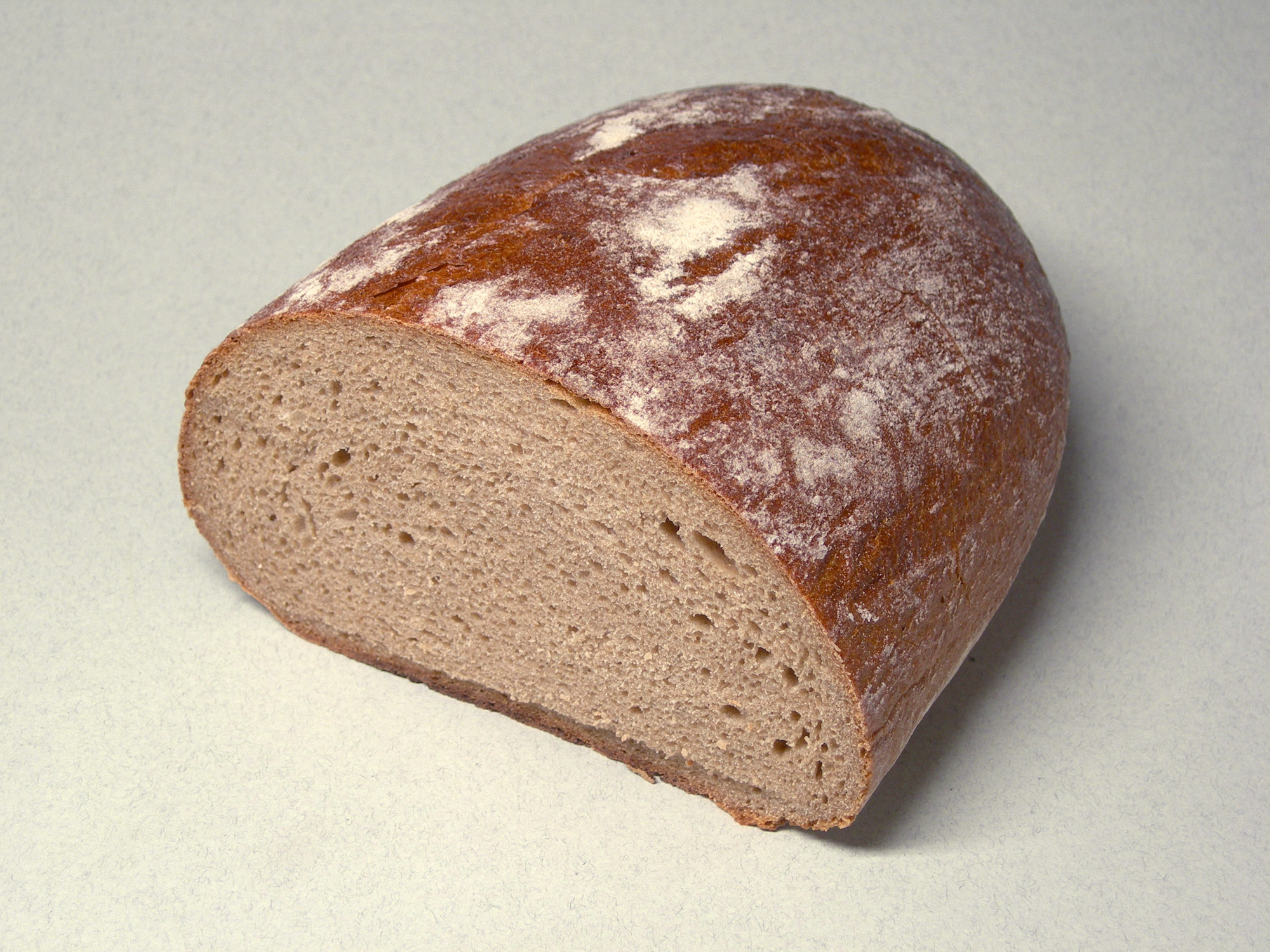
Roggenmischbrot

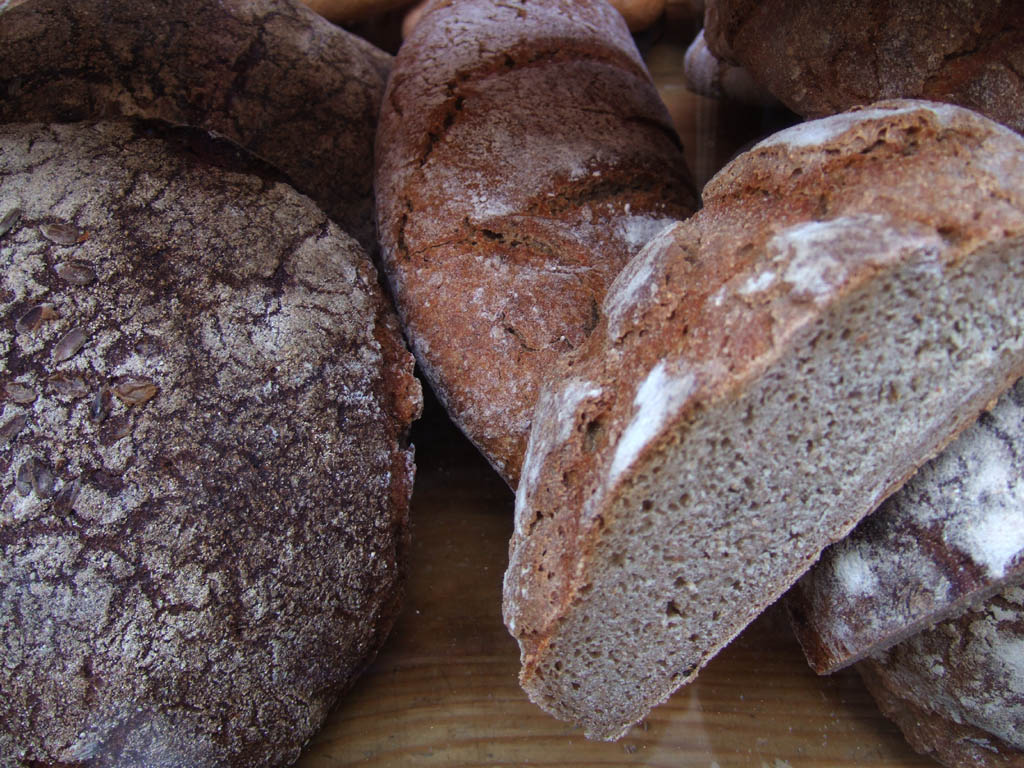
Vollkornbrote

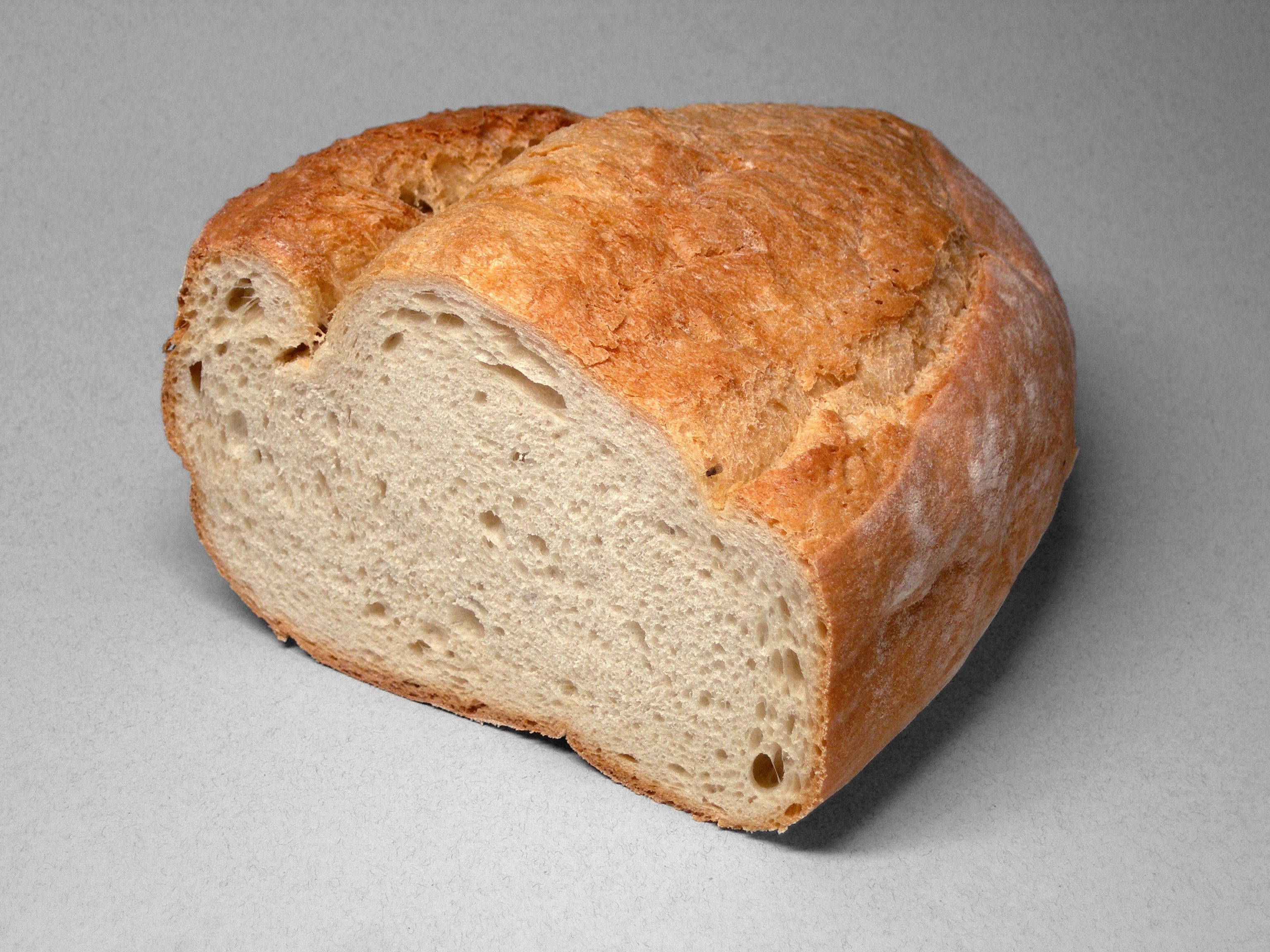
Weißbrot (Weizenbrot)

Brotsorten werden nach verwendeter Backmischung sortiert. Die Backmethode freigeschoben oder angeschoben qualifiziert weder die Mischung noch den Geschmack, sondern lediglich das Ausbilden der Brotkruste im Ofen.

### Normale Brote
Weizenbrote (mindestens 90 % Weizen)
- Weizenbrot, Weizenbrot mit Fett/Zucker, Weizentoastbrot mit Schrotanteil, Weizenbrot mit Schrotanteil, Weizenbrot mit Schrotanteilen und Fett/Zucker, Weizenschrotbrot (auch Grahambrot), Weizenschrottoastbrot und Weizen-Vollkornbrot. In Süddeutschland findet man auch das „genetzte“ oder „eingenetzte“ Brot mit einem Mineralstoffgehalt von ca. 1,2 % in der Trockenmasse („i. Tr.“, Type 1050)

Weizenmischbrote (51 bis 89 % Weizen)
Weizenmischbrot, Weizenmischtoastbrot, Weizenmischbrot mit Schrotanteil, Weizenmischtoastbrot mit Schrotanteilen, Weizen-Roggen-Schrotbrot, Weizen-Roggen-Schrottoastbrot, Weizen-Roggen-Vollkornbrot
Roggenmischbrote (51 bis 89 % Roggen)
- Roggenmischbrot, Roggenmischtoastbrot, Roggenmischbrot mit Schrotanteil, Roggenmischtoastbrot mit Schrotanteil, Roggen-Weizen-Schrotbrot, Roggen-Weizen-Schrottoastbrot, Roggen-Weizen-Vollkornbrot

Roggenbrote (mindestens 90 % Roggen)
- Roggenbrot, Roggentoastbrot, Roggentoastbrot mit Schrotanteil, Roggenschrotbrot, Roggenvollkornbrot

Schweizerisches Ruchbrot

### Spezialbrote
Diätetische Brote
- Diabetiker-, eiweißarmes, glutenfreies, streng natriumarmes Brot

Mit besonderen Backverfahren (Auswahl)
- Holz-, Steinofenbrot; Dampfkammer-, Gerster-, Knäckebrot, Pumpernickel

Mit besonderen oder verschiedenen Getreiden
- Drei-, Vier-, Fünf-, Vollkornbrot; Buchweizen-, Dinkel-, Gersten-, Hafer-,  Hirse-, Maisbrot

Mit besonderen Zugaben pflanzlichen Ursprungs (Auswahl)
- Gewürz-, Kartoffel-, Kleie-, Leinsamen-, Malzkorn-, Rosinen-, Soja-, Weizenkeim-, Zwiebelbrot

Mit besonderen Zugaben tierischen Ursprungs
- Butter-, Joghurt-, Kefir-, Milch-, Milcheiweiß-, Molke-, Quark-, Sauermilch-, Schinkenbrot

Mit verändertem Nährwert
- Eiweiß-, Ballaststoff-angereichertes, Kohlenhydrat-reduziertes Brot

Vitaminisierte Brote
- Mit Vitamin-Zusatz oder -Zusätzen

Brot als Getreide-Extrudat
- Flachbrotextrudat

Weißbrote oder auch Weizen- oder Weizenmischbrote so auch Roggenbrote und Roggenmischbrote, werden hier in ihren üblichen Verkaufsbezeichnungen benannt und in kurzer Form beschrieben. Die Verwendung der Gattungsbezeichnung als auch der Verkehrsbezeichnung (nach den Getreideanteilen im Brot), sind allgemein üblich.

## Weizen- (auch: Weiß-) und Weizenmischbrote

### Weißbrote

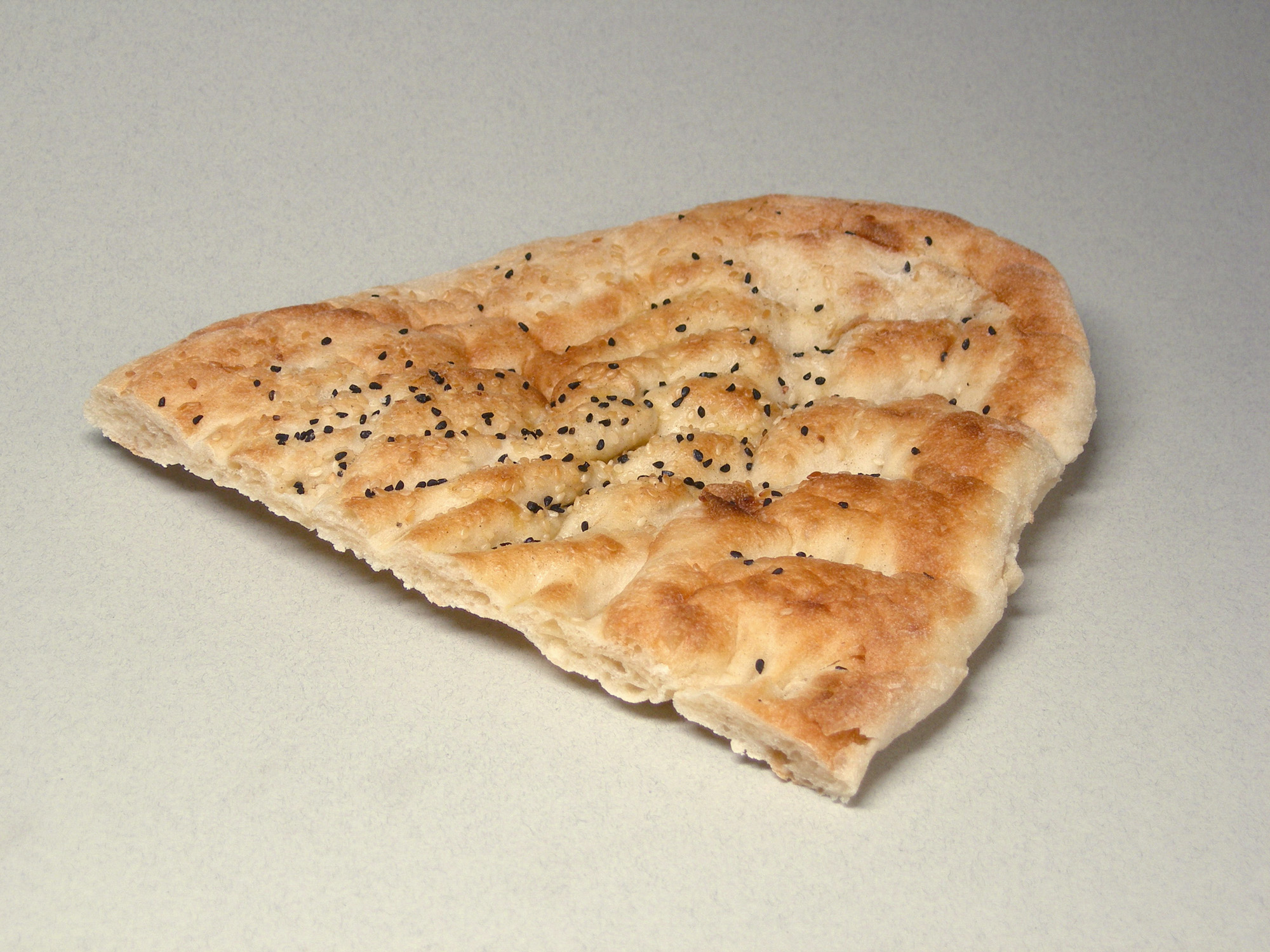
Fladenbrot

Deutsches Weißbrot
Das deutsche Weißbrot ist ein freigeschobenes Brot. Es hat eine kompakte Form, mehrere ausgebundene Schrägschnitte und es hat eine mittelstarke Kruste. Außerdem hat es eine gut aufgelockerte, mittelfein geporte Krume.
Kastenweißbrot
Das Kastenweißbrot wird, wie es der Name schon sagt, im „Kasten“ gebacken. Es hat einen kräftigen, ausgebundenen Längsschnitt. Die übrigen Merkmale entsprechen dem „Deutschen Weißbrot“
Ciabatta
Die Ciabatta hat eine flache, fast rechteckige Form. Sie hat eine Kruste ohne Ausbund. Ein typischer Rezeptbestandteil ist Olivenöl. Die Ciabatta hat eine rösch-harte Kruste sowie eine helle, groß bis grob geporte Krume.
Kaviarstange/-brot
Die Kaviarstange ist ein freigeschobenes Brot. Es hat eine lange, schlanke Form und hat mehrere schwach ausgebundene Schrägschnitte. Die Kaviarstange hat eine mittelstarke Kruste, eine helle, feinporige Krume und ist geeignet für Sandwiches.
Baguettestange
Die Baguettestange hat eine lange, schlanke Form, wenig und kräftig ausgebundene Einschnitte (stark aufgerissen). Sie hat eine kräftig ausgebildete splittrig-rösche Kruste und eine unruhig (unregelmäßig) geporte Krume.
Fladenbrot
Das Fladenbrot hat eine runde, flache Form und eine schwach rösche, meist weichliche Kruste. Es hat eine grob geporte Krume und ist oft mit Olivenölanteil im Teig gebacken. Außerdem kann es einen Aufstreu von Sesam oder Schwarzkümmel haben.

### Weizenmischbrote
Französisches Landbrot
Das französische Landbrot ist ein freigeschobenes Brot. Es wird in einer länglich oder runden Form gebacken. Es hat eine kräftig ausgebildete, gebräunte Kruste und eine mittelfein geporte Krume.
Kasseler Brot
Das Kasseler Brot ist ein Weizenmischbrot, das freigeschoben in länglicher Form gebacken wird. Es hat eine hoch-glänzende Kruste und je einen Einschnitt an den Enden. Außerdem hat es eine helle, gleichmäßig geporte Krume und ist mittelkräftig im Geschmack.
Schwarzwälder Brot
ist ein Weizenmischbrot, hat eine runde Laibform, auch Langform, eine bemehlte, kräftige Kruste, eine stark aufgelockerte, helle Krume und ist mild im Geschmack.
Münsterländer Stuten
Der Münsterländer Stuten ist ein Weizenmischbrot. Es ist an den Seiten angeschoben und mit Krustenlängsschnitt. Es hat keine Seitenkruste, eine helle, weiche Krume (häufig mit Fett- oder Milchanteil) und ist mild im Geschmack.

### Weizenschrotbrote

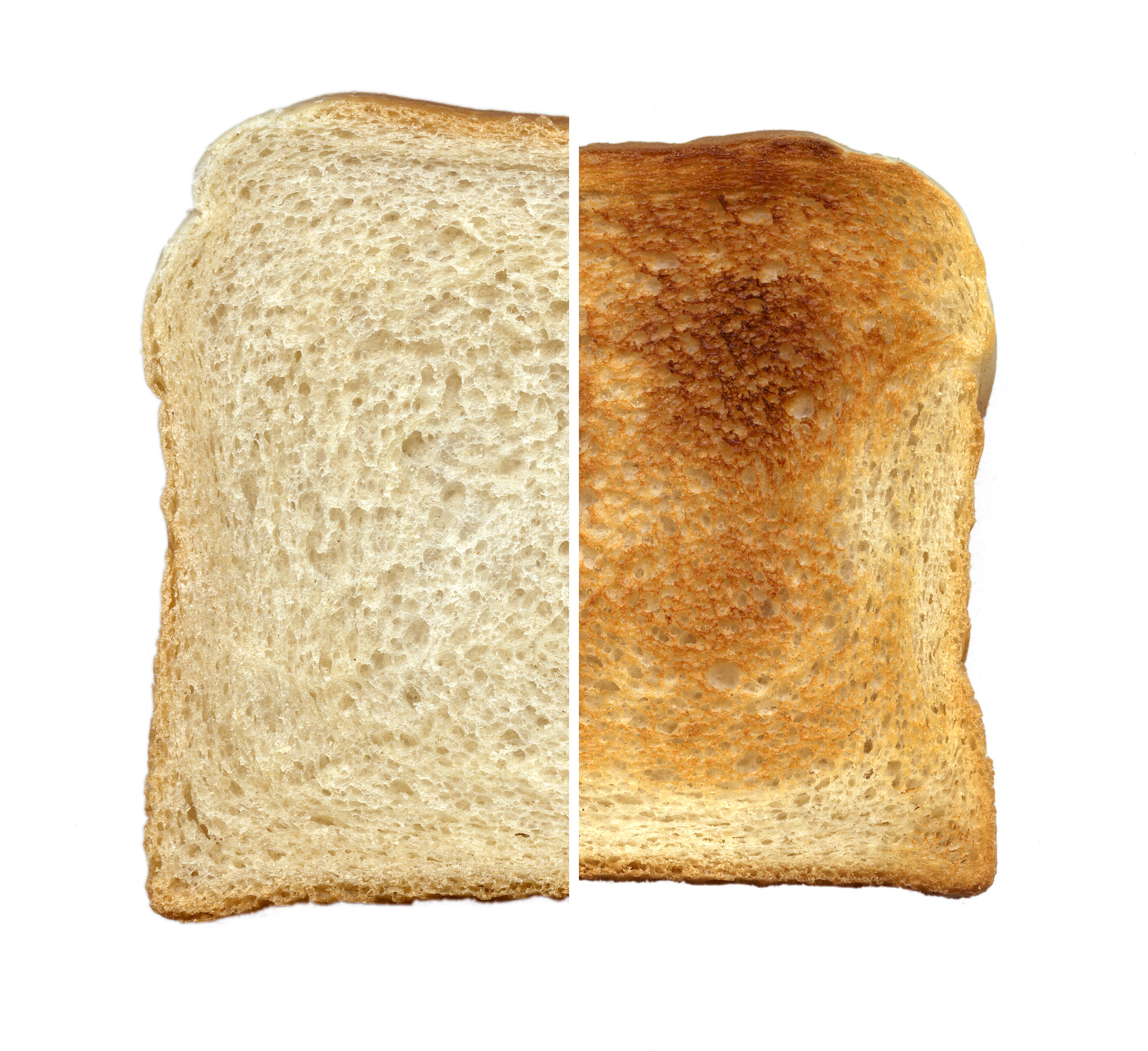
Toastbrot vor und nach dem Rösten

Weizenschrotbrot
Das Weizenschrotbrot ist meistens kastenförmig. Es hat eine raue, mittelbraune Kruste ohne Ausbund. Es hat eine spelzig, bräunlich, dicht geporte Krume, ist oft mit Sauerteiganteil, aber es hat nur eine geringe Frischhaltung.

## Toastbrote
Toastbrote sind Weizenbrotteige mit zusätzlich Fett (Butter oder Margarine) sowie etwas Zucker und Milch.
Das Toastbrot ist kastenförmig und hat eine glatte Oberfläche. Es hat eine dünne, schwach gebräunte Kruste und eine sehr fein geporte Krume. Es kann auch mit Fett-, Zucker- und/oder Milchanteil gebacken sein.
Die Form des Weizenvollkorntoastbrots ist die Form wie beim Toastbrot, hat eine stumpf-braune Kruste, eine dunkle Krume, ist oft mit WeizenSauerteig/Sauerteiganteil und muss mindestens 90 % Weizenvollkornerzeugnisse enthalten.

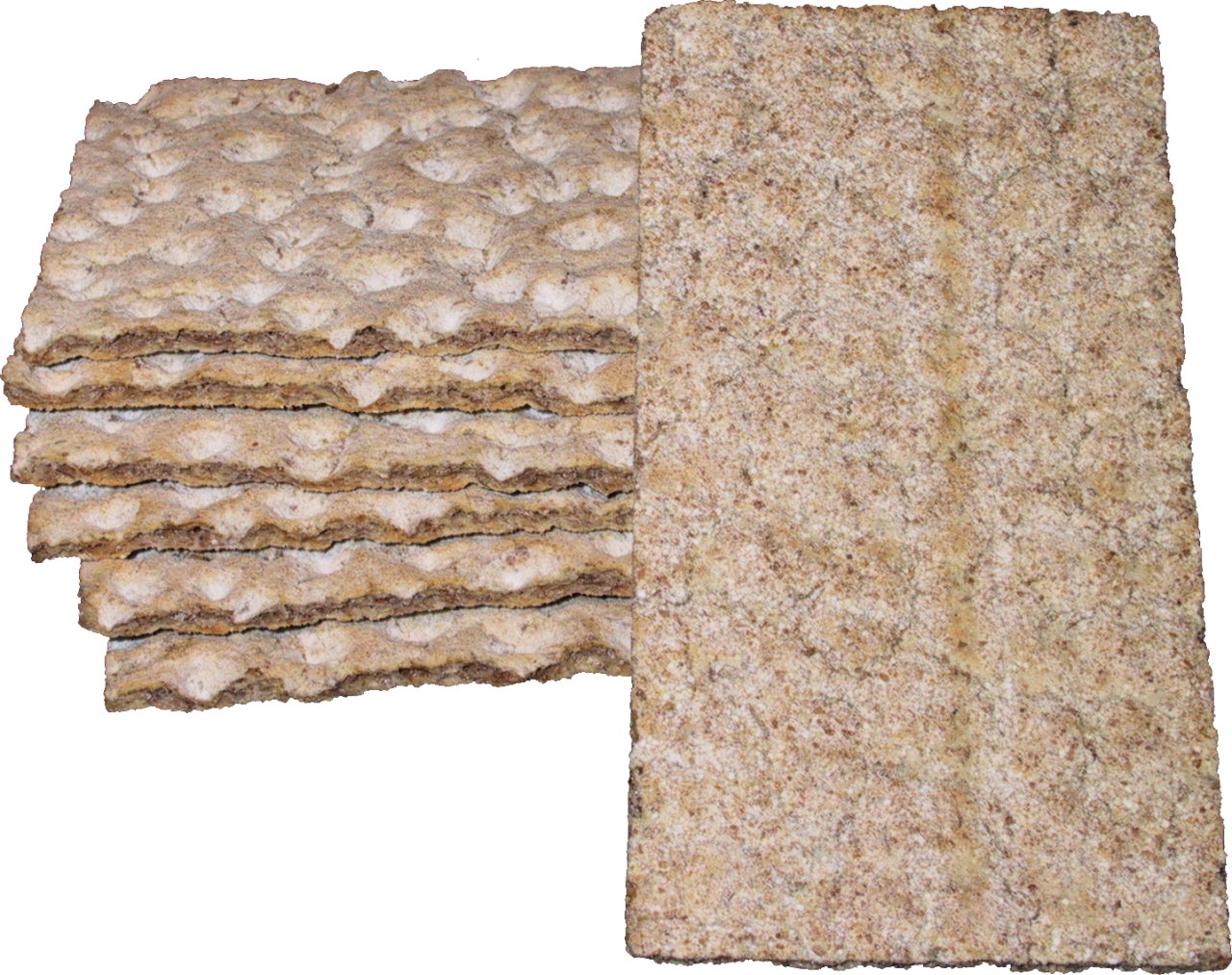
Knäckebrot

## Knäckebrote
Knäckebrot ist ein Trockenflachbrot, das unter Verwendung von Vollkornschrot, Vollkornmehl oder Mehl aus Roggen oder Weizen  hergestellt wird. Es wird in drei Varietäten angeboten:
- mit Hefelockerung
- mit Sauerteiggärung
- ohne Triebmittel

## Roggenmischbrote und -schrotbrote

### Roggenmischbrote
Bayerisches Hausbrot
Das Bayerische Hausbrot ist ein Roggenmisch-/Weizenmischbrot auf Sauerteig-Basis. Es wird als freigeschobenes Langbrot oder rundliches Laibbrot gebacken. Außerdem hat es eine glänzend oder bemehlte Kruste und eine gleichmäßig geporte Krume. Es ist mild säuerlich im Geschmack.
Berliner Landbrot
Das Berliner Landbrot ist ein Roggen-/Roggenmischbrot. Es hat eine bemehlte, gemaserte Kruste, eine unruhig geporte Krume und ist kräftig im Geschmack.
Frankenlaib;
Der Frankenlaib ist ein Roggenmischbrot, das in runder Laibform gebacken wird. Es hat eine bemehlte, gemaserte Kruste und eine mittel-helle etwas unruhig geporte Krume.
Heidebrot
Das Heidebrot ist ein Roggenmischbrot, das freigeschoben als Langbrot gebacken wird. Es hat eine narbige Oberfläche und ist an den Seiten bemehlt. Das Heidebrot hat eine gut aufgelockerte Krume und ist kräftig im Geschmack.
Kommissbrot
Das Kommissbrot ist ein Roggen-/Roggenmischbrot. Es wird als Kasten- oder angeschobenes Brot gebacken. Das Kommissbrot hat eine mehlig, stumpfe Oberfläche und eine dunkle, dicht geporte Krume. Es ist kräftig im Geschmack.
Konsumbrot
subventioniertes Roggenmischbrot der Nachkriegszeit
Kosakenbrot
Das Kosakenbrot ist ein Roggenmischbrot mit dünner Seitenrinde und rustikaler Oberkruste
Land-/Bauernbrot
Das Land-/Bauernbrot ist ein Roggen-/Roggenmisch- oder Weizenmischbrot, das in Laibform oder Langform gebacken wird. Es hat eine bemehlte, kräftig-grobe Kruste (rustikal). Es wird Sauerteig verwendet.
Mangbrot
Ein Mangbrot besteht zu zwei Dritteln aus Roggen- und zu einem Drittel aus Weizenmehl
Paderborner Landbrot
Das Paderborner Landbrot ist ein „angeschobenes“ („Laib-an-Laib“) Roggenmischbrot, welches kastenförmig gebacken wird. Es hat eine stumpfe, auch glänzende Kruste, weiche, krustenlose Seiten und eine helle, gut gelockerte Krume. Es ist mittelkräftig im Geschmack.
Schlüterbrot
Das Schlüterbrot ist ein Spezialbrot aus durchgemahlenem, dunklen Roggenmehl und einem Zusatz von etwa 25 % Schlütermehl, das durch eine besondere Behandlung des Kleieanteils im Mehl gewonnen wird.
Tiefenfurter Bauernbrot
Das Tiefenfurter ist eine bekannte Brotkreation der Berliner Brotfabrik Paech-Brot. Es wird noch heute, z. B. von Schäfer’s, in Lizenz produziert und angeboten.
Walliser Roggenbrot
Das Walliser Roggenbrot besteht aus mindestens 90 Prozent Roggen und höchstens zehn Prozent Weizen, dessen Getreide sowohl auf Basis eines ökologischen Leistungsnachweises als auch nach Extenso- bzw. Bio-Normen ausschliesslich im Schweizer Kanton Wallis produziert wird.

### Roggenschrotbrote
Oldenburger Brot
Das Oldenburger Brot ist ein Roggenschrotbrot. Es wird als angeschobenes oder auch als Kastenbrot gebacken. Es hat eine raue Oberfläche und eine dunkle, grobschrotige, saftige Krume.
Pumpernickel
Pumpernickel wird aus mindestens 90 % Roggenbackschrot und/oder Roggenvollkornschrot mit Backzeiten von mindestens 16 Stunden hergestellt.
Rheinisches Schwarzbrot
Das Rheinische Schwarzbrot ist ein Roggenschrotbrot. Es wird in Mulden- oder Kastenform gebacken und hat eine schwache, glänzende Kruste. Außerdem hat es eine dunkle, grobschrotige, saftige Krume und ist mild im Geschmack.

## Brotbezeichnungen

### Gattungsbezeichnung
Die Brotbezeichnungen mit geografischen Angaben sind „Gattungsbezeichnungen“, d. h., sie dürfen mit der jeweiligen Bezeichnung überall hergestellt und angeboten werden. (z. B. Kommissbrot)

### Herkunftsbezeichnung
Bei den Angaben „echt“ oder „original“ wird aus der Gattungsbezeichnung eine „Herkunftsbezeichnung“, d. h., dass diese Brote nur in dem genannten Gebiet hergestellt werden dürfen. (z. B. das Kassler Brot)

### Herstellungsbezeichnung
Beispiel: Wenn der Bäcker den Brotteig direkt aus dem Kessel der Teigknetmaschine aushebt und nach kurzem Abwiegen, jedoch ohne weiteren Formprozess backt, wird das Ergebnis als Ausgehobenes Brot bezeichnet. Voraussetzung hierfür ist in aller Regel ein sehr weicher Roggenmischbrotteig inkl. Sauerteig sowie eine sehr lange Kesselgare (Teigruhe direkt im Kessel der Teigknetmaschine). Der Bäcker arbeitet mit befeuchteten (benetzten) Händen, damit der Teig nicht an den Fingern klebt. Daher wird diese Brotsorte auch als „genetztes Brot“ bezeichnet. All dies ergibt die für ausgehobenes Brot typische, sehr rustikale Form mit ungleichmäßigem Porenbild in der Krume und den herzhaften Geschmack.

### Fantasienamen
Erfundene Brotnamen, die von den Brotbezeichnungen nach den Mahlerzeugnissen und den Brotnamen mit geografischer Angabe abweichen, reichen alleine für die Auszeichnung beim Verkauf nicht aus, z. B. Malfabrot, Bergsteigerbrot, Feierabendbrot, Weltmeisterbrot oder Olympiabrot. Die Bezeichnung der Brotsorte nach den Mahlerzeugnissen ist zusätzlich erforderlich (Verkehrsbezeichnung). Beispiel: „Gassenhauer (Roggenmischbrot)“.
Das auf Jahrmärkten oft erhältliche Magenbrot ist kein Brot, sondern eine Lebkuchenart.